# Olympische Jugend-Sommerspiele 2010/Teilnehmer (Namibia)
| Gelbes Symbol für Goldmedaillen mit stilisierten Olympischen Ringen | Graues Symbol für Silbermedaillen mit stilisierten Olympischen Ringen | Braundes Symbol für Bronzemedaillen mit stilisierten Olympischen Ringen |
| ------------------------------------------------------------------- | --------------------------------------------------------------------- | ----------------------------------------------------------------------- |
| —                                                                   | —                                                                     | —                                                                       |

Die Jugend-Olympiamannschaft aus Namibia für die I. Olympischen Jugend-Sommerspiele vom 14. bis 26. August 2010 in Singapur bestand aus sechs Athleten. Sie konnten keine Medaille gewinnen.

## Athleten nach Sportarten

### Leichtathletik
Mädchen
- Julia Handyene
1000 m: 16. Platz
- Ndapandula Nghinaunye
3000 m: 8. Platz

### Rhythmische Sportgymnastik
Mädchen
- Anica Profitt
Einzel: 18. Platz (Qualifikation)

### Ringen
Jungen
- Jason Afrikaner
Griechisch-römisch bis 58 kg: 4. Platz

### Schwimmen
Jungen
- Quinton Delie
100 m Freistil: 40. Platz
200 m Freistil: 39. Platz

### Triathlon
Jungen
- Abrahm Louw
Einzel: 5. Platz
Mannschaft Mixed: 9. Platz (mit dem Team Welt 1)